# Филлипс, Фредерик
Фредерик Гордон Филлипс (англ. Frederick Gordon Phillips; 13 марта 1884, Ньюпорт — 19 января 1948, Чепстоу, Монмутшир) —  валлийский хоккеист на траве, нападающий. Бронзовый призёр летних Олимпийских игр 1908 года.

## Биография
Фредерик Филлипс родился 13 марта 1884 года в британском городе Ньюпорт.
Играл в хоккей на траве за «Ньюпорт».
В 1908 году вошёл в состав сборной Уэльса по хоккею на траве на летних Олимпийских играх в Лондоне и завоевал бронзовую медаль, которая пошла в зачёт Великобритании. Играл на позиции нападающего, провёл 1 матч, мячей не забивал.
Умер 19 января 1948 года в британском городе Чепстоу.